# سليم باشا خيمشياشيفلي
سليم باشا (3 يونيو 1815 1755) هو جورجي نبيل مسلم من عشيرة خيمشيشيفلي حاكم لأعالي أجاريا تحت حكم السلطنة العثمانية، ولكن بدرجة كبيرة من الاستقلالية. أدت سيطرته على السلطة في باشليك أخالتسيخ ومحاولات إخضاع «جورجيا العثمانية» تحت حكمه إلى تداعيات مع حكومة السلطان واشتعال حرب انتهت بموت سليم باشا.
كان سليم بك نجلًا وخلفًا لعبد الله بك، وهو الحاكم في أعالي أجاريا، والذي قُتل في أكيتي أثناء مداهمته ضد الإمارة الجورجية المجاورة لجوريا في عام 1784. كان سليم بك يمتلك طموح لجعل كل الممتلكات العثمانية في جورجيا تحت حكمه المستقل. وفي عام 1802، استفاد من أزمة في أخالتسيخ وسيطر عليها، وأعلن نفسه باشا جديدًا. تمكن خصمه شريف باشا، من طرده في يونيو 1809، لكن عاد سليم في عام 1812. قادته معارضته القوية للحكومة العثمانية المركزية إلى مفاوضات سرية مع الروس من خلال ماميا جوريلي، أمير جوريا التي كانت شقيقتها متزوجة من نجل سليم عبدي بك. وفي عام 1815، أمر السلطان بالإطاحة به لخيانته. ومع اقتراب 15000 من القوات العثمانية تحت قيادة بهليفان إبراهيم باشا، هرب سليم من أخالتسيخي إلى جبال أدجارا واستقر نفسه في قلعة خيخاني، التي سقطت بعد حصار دام شهرين في 31 مايو 1815. قُطعت رأس سليم باشا في 3 يونيو 1815. ولجأ أبناء سليم الأربعة - عبدي (عبد الله؛ 1786-1859) وأحمد (1781-1836) وحسين وديدي (دورسون) - إلى غوريا حتى غادرت القوات التركية أدجارا في عام 1818.   اتجه أبناؤه في وقت لاحق لحكم عدة مناطق في «جورجيا العثمانية»: حيث اتجّه عبدي بك إلى شافشيتي (Şavşat)، وأحمد بك إلى أدجارا العليا، وحسين بك إلى وادي أنزافي، وديدي في تاوسكاري.
يُتذكر سليم باشا في أدجارا اليوم كبطل. أُقيم في قريته الأصلية نيجازولي متحفًا باسمه ويحتفل بيوم ميلاده، سنويًا في يونيو. يوجد شارع يحمل اسم سليم كيمشياشفيلي في مدينة باتومي الرئيسية في أدجارا، حيث أُقيم أيضًا تمثالًا له في عام 2015.